# 철원 얼음창고
철원 얼음창고(鐵原 얼음倉庫)는 대한민국 강원특별자치도 철원군 철원읍 외촌리에 있는 건축물이다. 2002년 5월 31일 대한민국의 국가등록문화재 제24호로 지정되었다.

## 개요
네모난 콘크리트 박스형태(12m×10m)를 하고 있으며 얼음을 보관하였던 당시의 벽체(두께 15cm)구조를 볼 수 있음. 실례가 많이 남아있지 않는 것으로써 당시 얼음의 필요성과 상업의 번창함을 알 수 있으며, 고대의 석빙고, 근대의 얼음창고, 현재의 냉동고에 이르기까지의 변화상을 알 수 있다.
1930년대에 일본인이 경영하는 식당 주인이 개인사업용으로 세운 콘크리트 단층건물이며 겨울에 산명호의 자연수를 채취하여 이 창고에 보관하였다가 판매하였던 곳이다.
6·25동란 당시 지붕 등이 파괴되고 벽체 구조부만 남아 있다.

## 현지 안내문

### 한글 설명
철원 얼음창고
鐵原 얼음倉庫
국가등록문화재 제24호
철원 얼음창고는 1930년대에 식당을 경영하던 일본인이 개인 사업용으로 세운 콘크리트 건물이다. 여름에 얼음을 다른 업소에 판매하기 위해 산명호의 얼음을 채취하여 이곳에 보관하였다. 당시 얼음의 수요와 상업 규모를 짐작할 수 있는 건물이다.
이 건물은 네모난 상자 형태이며 얼음을 보관하던 벽의 두께가 15cm에 이른다. 한국 전쟁 때 천장이 내려앉아 벽체만이 총탄의 흔적과 함께 남아있다. 이 얼음창고를 통해 고대의 석빙고, 근대의 얼음창고, 현재의 냉동고에 이르기까지 얼음의 수요와 보관 방법 변화를 알 수 있다.

### 영문 설명
Cheorwon Ice Storehouse
National Registered Cultural Heritage No. 24
This concrete building was built in the 1930s by a Japanese restaurant owner who also ran a local ice vending business. He stored ice blocks, which were cut from surface ice from the nearby Sanmyeongho Lake during wintertime, and sold them during the summer season when they were in great demand.
Although some parts of its walls were significantly damaged and the roof was completely lost during the Korean War (1950-1953), the building still maintains its original rectangular form, measuring 12.10 m with walls 15 cm thick.
As this building shows the demand for commercial ice vending during the early 20th century, it was listed as National Registered Cultural Heritage No. 24 in 2002.

## 참고 문헌
- 철원 얼음창고 - 국가유산청 국가유산포털

## 같이 보기
- 철원근대문화유적센터